# Tillandsia fasciculata
Tillandsia fasciculata är en gräsväxtart som beskrevs av Olof Swartz. Tillandsia fasciculata ingår i släktet Tillandsia och familjen Bromeliaceae.

## Underarter
Arten delas in i följande underarter:
- T. f. clavispica
- T. f. densispica
- T. f. fasciculata
- T. f. laxispica

## Bildgalleri

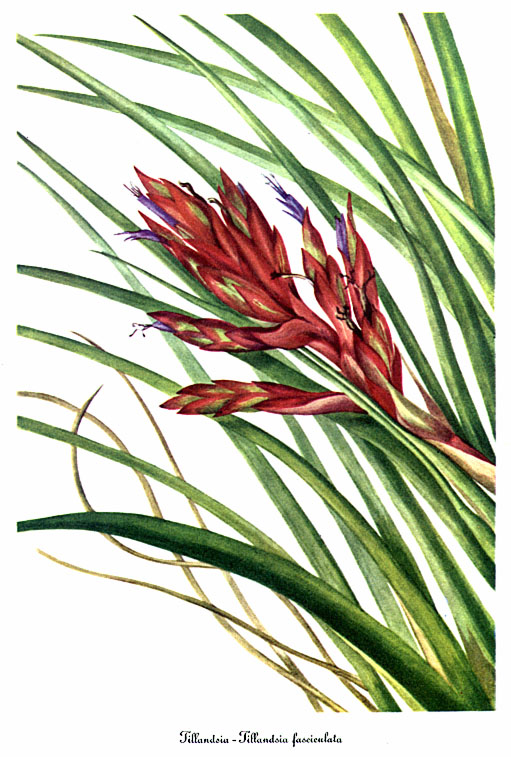
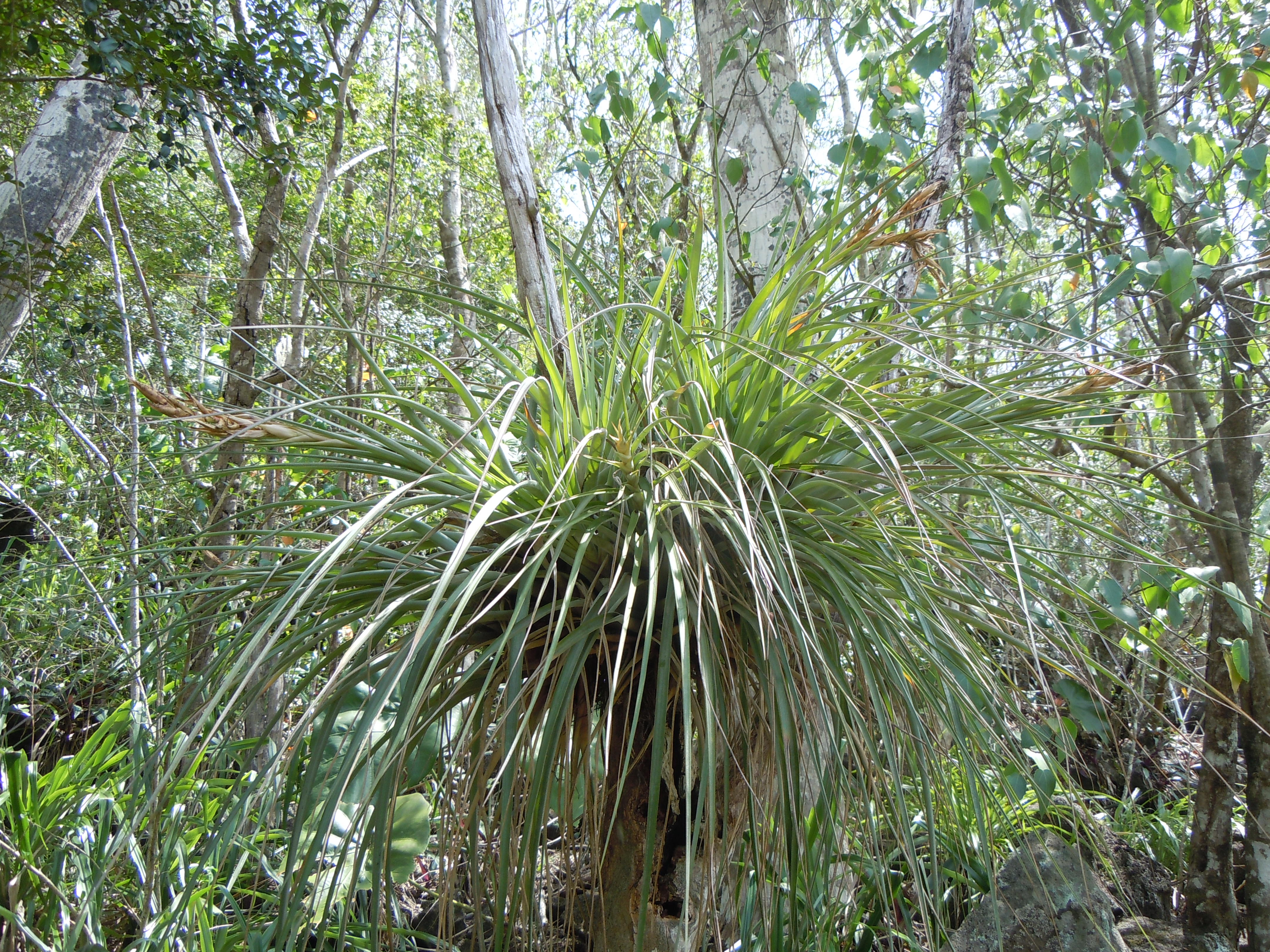
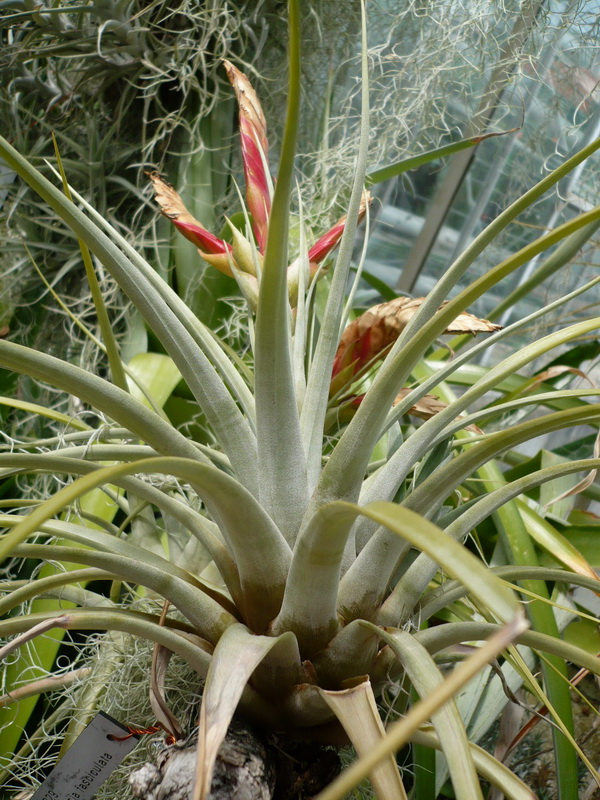
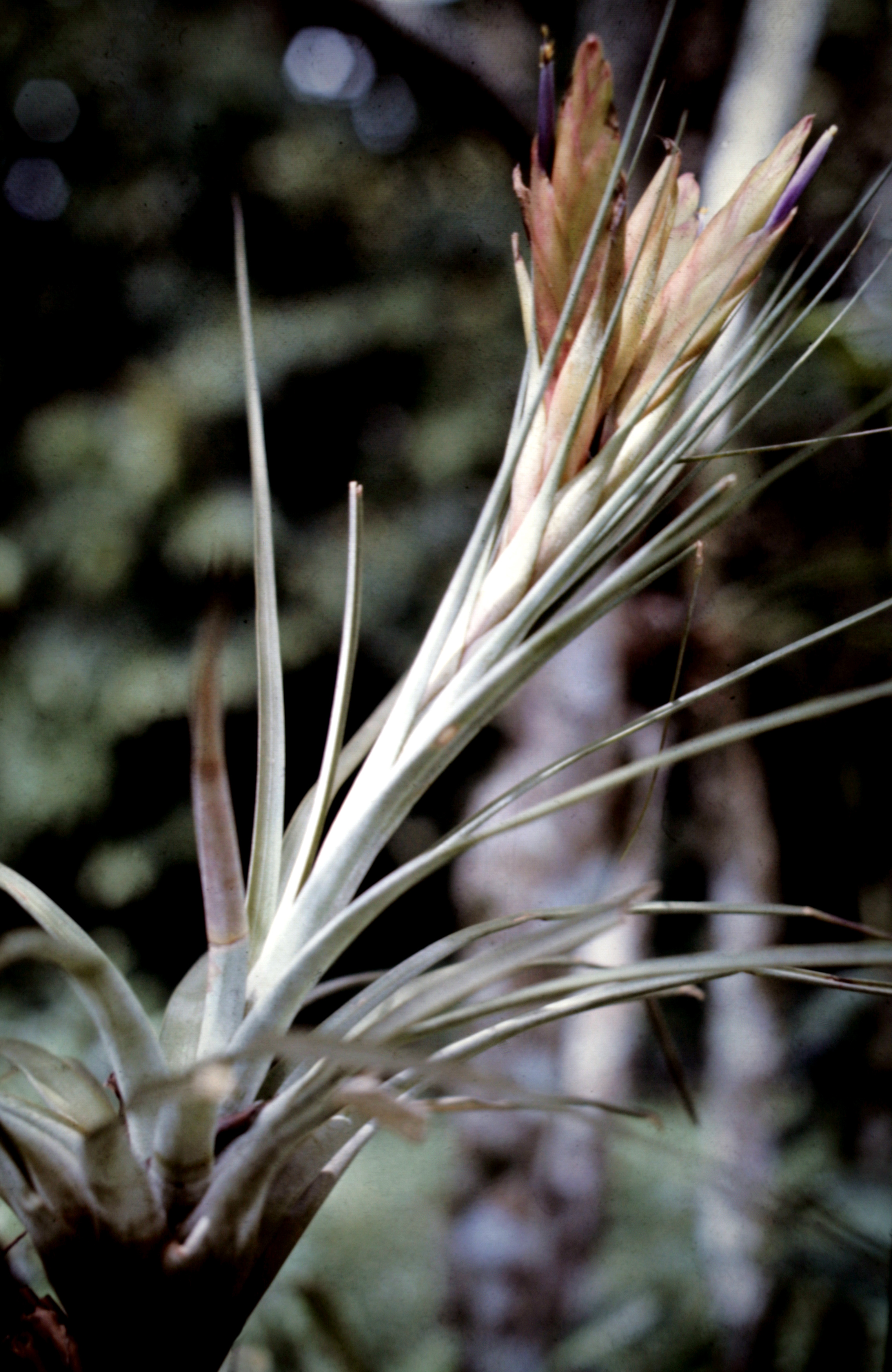
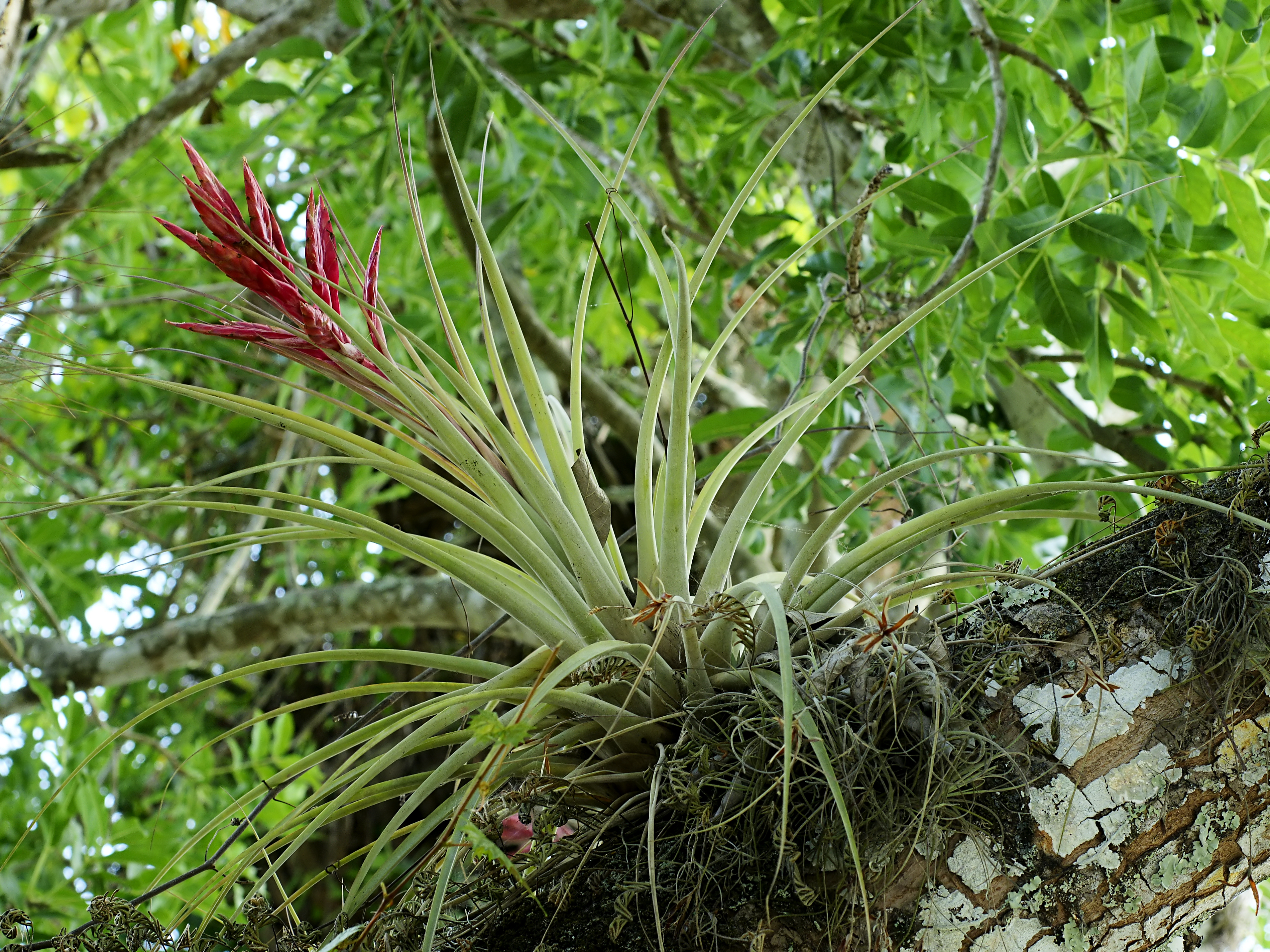
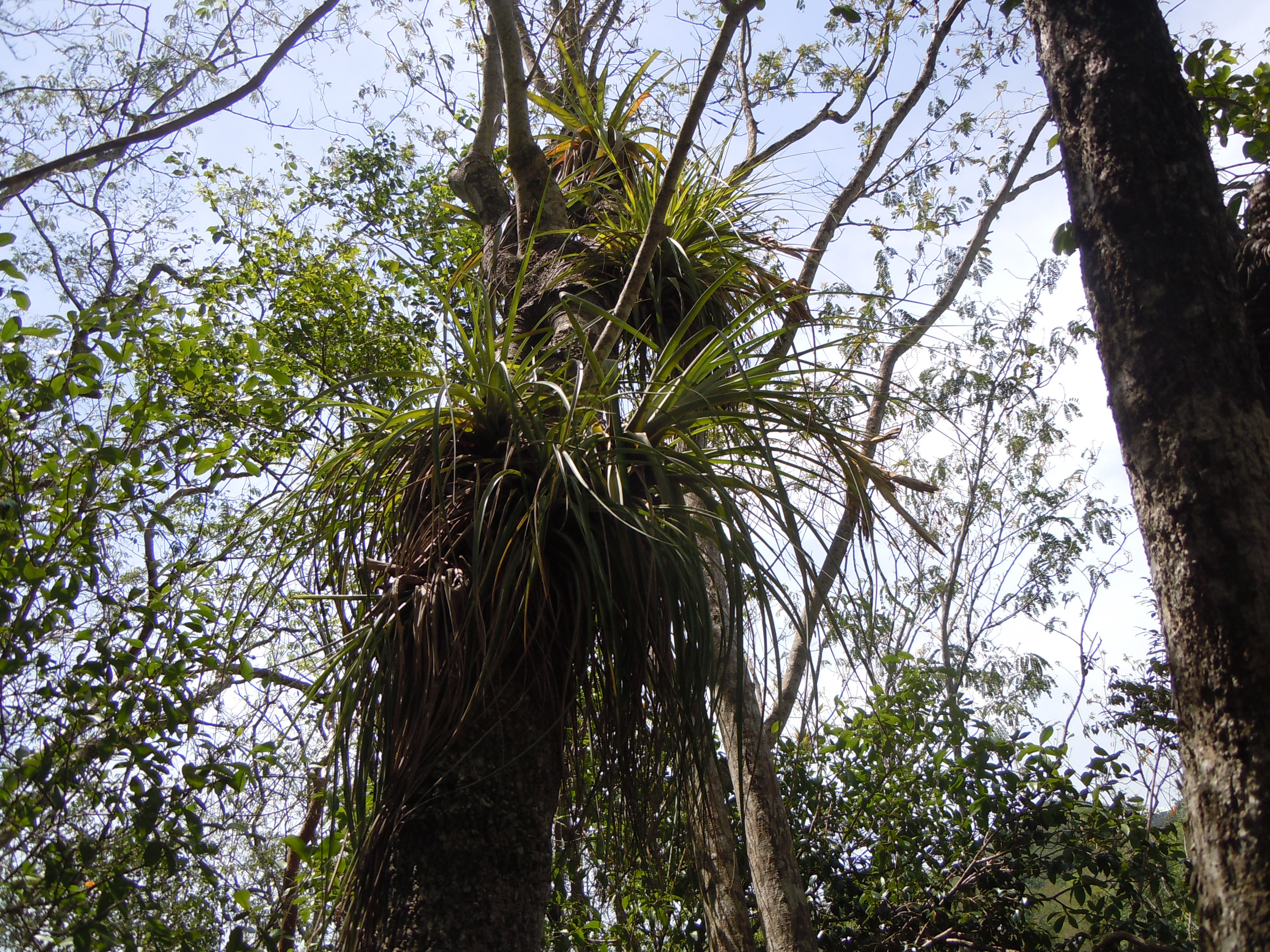